# Miss Costa d'Avorio
Miss Costa d'Avorio (Miss Côte d'Ivoire) è un concorso di bellezza femminile che si tiene annualmente in Costa d'Avorio. Il concorso serve a selezionare la rappresentante nazionale per il concorso internazionale Miss Mondo.

## Albo d'oro
- 1956 - Niankoury Marthe
- 1985 - Françoise Kouamé
- 1986 - Georgette Bailly
- 1987 - Cecilia Valentin
- 1988 - Édoukou Muriel
- 1989 - Mimi Hermine
- 1993 - Rami Kéïta
- 1998 - Laeticia N'Cho
- 1999 - Sylviane Dodoo
- 2000 - Linda Delon
- 2001 - Nadia Yoboué
- 2003 - Yannick Azébian
- 2004 - Tania Kessiéù
- 2005 - Séry D. Dorcas
- 2006 - Alima Diomandé
- 2007 - N'Zi Bernadette
- 2008 - Nanié Murielle-Claude
- 2009 - Rosine Gnago Dacoury
- 2010 - Ines Da Silva